# 艾治·艾利斯
艾治·艾利斯（英語：Aji Alese，2001年1月17日—）是一名英格蘭足球運動員，目前效力於英冠球會桑德兰，位置為中堅。

## 俱樂部生涯
艾利斯的職業生涯始於韋斯咸，並於2018年7月轉為職業球員。他於2019年9月借用至阿克寧頓史丹利。他於2020年9月22日首次亮相韋斯咸，在聯賽盃第三輪打足90分鐘以5-1戰勝侯城的比賽。
2021年2月1日，他被借用至劍橋聯。他在借用期間只出場兩次，為劍橋聯贏得升級英甲的機會。

## 國家隊生涯
艾利斯出生於英格蘭，擁有尼日利亞血統。他曾代表英格蘭U16。在英格蘭主辦2018年歐洲17歲以下錦標賽，他是英格蘭U17的一員，並在半決賽擊敗荷蘭隊的比賽中首次上陣。
艾利斯還代表英格蘭U18於2018年9月10日完成整場比賽，英格蘭在18歲以下的比賽中戰勝法國。2019年9月，艾利斯被徵召到英格蘭U19。
艾利斯於2020年10月13日在聖喬治公園以2-0戰勝威爾斯的比賽中首次亮相英格蘭U20
。

## 踢球風格
執教西漢姆聯23歲以下的比賽的德米特里·哈拉伊科稱讚艾利斯擁有多項特質，認為他速度快丶控球好丶左腳亦不錯丶傳球範圍廣丶單對單的防守也很好，以及他的領導能力，前英格蘭U19隊主教練保羅·辛普森贊同他的這一項特質。阿克寧頓史丹利主帥約翰·科爾曼也讚揚艾利斯多才多藝，稱“他有能力打左後衛”。

## 生涯數據
最後更新：2021年12月9日
| 俱樂部                | 賽季     | 聯賽     | 聯賽 | 聯賽 | 英格蘭足總盃 | 英格蘭足總盃 | 英格蘭聯賽盃 | 英格蘭聯賽盃 | 其他 | 其他 | 總計 | 總計 |
| 俱樂部                | 賽季     | 層級     | 出賽 | 進球 | 出賽         | 進球         | 出賽         | 進球         | 出賽 | 進球 | 出賽 | 進球 |
| --------------------- | -------- | -------- | ---- | ---- | ------------ | ------------ | ------------ | ------------ | ---- | ---- | ---- | ---- |
| 韋斯咸                | 2019–20  | 英超     | 0    | 0    | 0            | 0            | 0            | 0            | 0    | 0    | 0    | 0    |
| 韋斯咸                | 2020–21  | 英超     | 0    | 0    | 0            | 0            | 1            | 0            | —    | —    | 1    | 0    |
| 韋斯咸                | 2021–22  | 英超     | 0    | 0    | 0            | 0            | 0            | 0            | 1    | 0    | 1    | 0    |
| 韋斯咸                | Total    | Total    | 0    | 0    | 0            | 0            | 1            | 0            | 1    | 0    | 2    | 0    |
| 阿克寧頓史丹利 (借用) | 2019–20  | 英甲     | 10   | 0    | 1            | 0            | 0            | 0            | 4    | 0    | 15   | 0    |
| 劍橋聯 (借用)         | 2020–21  | 英乙     | 2    | 0    | 0            | 0            | 0            | 0            | 0    | 0    | 2    | 0    |
| 生涯總計              | 生涯總計 | 生涯總計 | 12   | 0    | 1            | 0            | 1            | 0            | 5    | 0    | 19   | 0    |

1. ↑  在歐洲足協歐霸盃出賽
2. ↑  在英格蘭足球聯賽錦標賽出賽